# Catlyn Fiermoing
Catlyn Fiermoing, född okänt år, död 8 juni 1627 i Wommersom-Walsbergen, var en kvinna i Flandern i nuvarande Belgien som avrättades för häxeri. Hon tillhör de mer kända offren för häxprocesser i Belgiens historia. 
Catlyn Fiermoing greps på order av den lokala domaren i början av 1627. Hon utsattes för regelbunden tortyr och bekände den 1 juni att hon hade varit en häxa sedan hon var 18-19 år. För att undvika att utsättas för mer tortyr hävdade hon att hon i januari samma år hade förorsakat vind med hjälp av magi, vilket garanterade henne en dödsdom.     
Catlyn Fiermoing hävdade i sin bekännelse att hon hade blivit häxa efter ett gräl med sin make. Under grälet hade hon svurit, och efteråt hade hon sett Djävulen, som lovade henne pengar om hon försvor sig åt honom. Hon försvor sig då åt honom, och mottog sedan den utlovade penningsumman. Hon hade därefter samlag med honom. Hon uppgav att han var klädd i svart och att hans kropp var kall. Fiermoing gick sedan varje månad och dansade på Djävulens sabbat sju nätter i rad. Hon fick alltid förvarning av Djävulen innan. På sabbaten dansade hon med åtta eller nio andra häxor ackompanjerad av musiker medan den finklädde Djävulen satt på en tron och såg på. Innan de gick kysste de honom och skakade hand med honom till avsked. Hon hade fått en trollstav gåva av Djävulen innehållande svarta frön. Med hjälp av denna hade hon förtrollat svinaherde Neel och sett till att gården aldrig led brist på djur. 
För att undvika ytterligare tortyr angav Catlyn Fiermoing också Catlyn Coninckx, Maria Medaerts och Anna Van Loon som medbrottslingar. Domen lästes upp den 7 juni, där hon dömdes till döden som skyldig till häxeri. Hon brändes levande på bål 8 juni 1627 i Bergen Wommersom-Waltz. 